# PLAY THE JOKER
《PLAY THE JOKER》는 VALSHE의 1번째 정규 음반이다. 2012년 2월 22일에 Oth에서 발매됐다.

## 개용
첫 정규 음반 및 일본 컬럼비아에서 발매된 유일한 음반. 《valuable sheaves》《storyteller》에 이어서 3번째 매상을 기록하고 있다.

## 수록곡
1. Opening
작곡·편곡: G'n-
2. TIGHTROPE
작사·작곡: 미나토, 편곡: G'n-
3. jester
작사: VALSHE, 작곡: 미나토, 편곡: 사이토 신야
4. Collar (Hard Play Mix)
작사: VALSHE, 미나토, 작곡: 미나토, 편곡: G'n-
5. 너를 위해(일본어: 君がため)
작사: VALSHE, 작곡: 미나토, 편곡: G'n-
6. Vessel
작사·작곡: VALSHE, 편곡: G'n-
7. moon (reveal)
작사·작곡: 미나토, 편곡: FAITH-T
8. REVOLT
작사: VALSHE, 미나토, 작곡: 미나토, 편곡: 사이토 세이야
9. clematis
작사: 미나토, 작곡: VALSHE, 편곡: 사이토 세이야
10. vulgar gem
작사: VALSHE, 작곡: 도리코, 편곡: G'n-
11. Deserve
작사: VALSHE, 작곡: 미나토, 편곡: G'n-
12. PLAY THE JOKER
작사·작곡: 미나토, 편곡: 사이토 신야
13. moon (sequal)
작사·작곡: 미나토, 편곡: FAITH-T
14. shout of JOY
작사: VALSHE, 미나토, 작곡: 미나토, 편곡: G'n-